# Französische Eishockeymeisterschaft 1924/25
Die Saison 1924/25 war die zehnte Spielzeit der französischen Meisterschaft, der höchsten französischen Eishockeyspielklasse. Meister wurde zum insgesamt zweiten Mal in der Vereinsgeschichte der Chamonix Hockey Club.

## Meisterschaftsfinale
- Chamonix Hockey Club – Club des Sports d’Hiver de Paris 4:0 (0:0, 4:0)

### Meistermannschaft
Die Mannschaft des Chamonix Hockey Club bestand aus den Spielern Bonnet, André Charlet, Philippe Payot, Gérard Simond, Albert Hassler, Bobby Monnard.